# Memé y el Sr. Bobo
Memé y el Señor Bobo fue una serie animada de 1999 de la cadena TVE, escrita por Txema Ocio, dirigida y coproducida por M.B. Producciones (empresa fundada por la española Myriam Ballesteros) e Icon Animation para TVE.

## Sinopsis
Memé es una niña de 10 años con mucha imaginación, ella junto con la pandilla del barrio y su amigo imaginario Bobo vivirán grandes aventuras. En ella se enfrentan a ladrones, Mafiosos, gente la tv etc. En ocasiones son historias surrealistas.

## Porduccion
La serie comenzó con un cortometraje realizado en los estudios de Cruz Delgado. Este trataba de una niña que crea un amigo imaginario mediante un dibujo.
El estilo de este corto y sus personajes fue inspirado en los Simpsons. 
La serie regular consta de 26 capítulos de 30 minutos y fue desarrollada en 3 años.
A pesar del nombre, El señor Bobo paso a un segundo plano con poca relevancia, ya que la niña ahora ya no lo necesitaba.
En 2002 se lanzo "Meme y la pandilla", una nueva serie de cortos tanto para tv como para internet.
Aquí las historia eran mas centrada en la vida cotidiana de los niños.
Para esta nueva serie, se realizó con macromedia flash.

## Personajes/Voces[6]
Memé (Eva Díez)
Benito (Chelo Vivares)
Olga (Isatxa Mengíbar)
Jaime (Sara Vivas)
Arturo (Marisa Marco)
Andrés (Rafael Alonso Naranjo JR)
Pedro (Carlos Revilla)
Carmen (Victoria Angulo)
Félix y Leñador narizota (Carlos Kaniowsky)
Inspector (Juan Fernández Mejías)
Cosme (Julio Sanchidrián)
Mamma (Celia Ballester)
Ramón, Profesor y Presidente (Luis Mas)
Aurora (Laura Palacios)
Miguelón (Ricardo Escobar) 
Raúl Llanos (Antonio Esquivias)
Leñador forzudo (Luis Marín)
Hortensio (Carlos Ysbert)  
Petunio (Julio Núñez)
Garufo (Antonio Villar)
Damián (José Padilla)

## Capítulos
1. Pepi, la Muñeca que dice tu Nombre
2. Maldito Reloj
3. La Espalda Luminosa
4. Invasión de los Jojotos
5. Noche Monstruosa
6. La Patrulla Antibasura
7. Pastel de Cucarachas
8. Juanito Salsón
9. El Talismán
10. Niña Primitiva
11. El Peso de la Fama
12. Los Reyes de las Salchichas
13. El oso del presidente
14. El arbito imparcial
15. Paranoia futbolera
16. El elixir de la juventud
17. la herradura de la suerte
18. El topo
19. Misterio en la fabrica de tornillos